# جويا بيري
جويا أديل كريير-بيري (بالإنجليزية: Joia Crear-Perry)‏ هي طبيبة وخبيرة في السياسات وداعية أمريكية وهي أيضاً مؤسسة ورئيسة «الجمعية الوطنية لإنصاف المواليد» وعضو في مجلس أمناء تحالف «الأمهات السمروات مهمة».

## تعليمها
حصلت د. بيري على تدريبات البكالوريوس في جامعة برينستون وجامعة كسفاريوس، ثم أكملت شهادتها الطبية في جامعة ولاية لويزيانا وإقامتها في طب التوليد والنسائيات في كلية الطب بجامعة تولين. كما اعتُرف بها أيضاًً كزميلة الكلية الأمريكية لأمراض النساء والتوليد.

## مسيرتها المهنية
شغلت بيري منصب المدير التنفيذي لمشروع الولادة ومديرة خدمات النساء والأطفال في مركز جيفرسون للرعاية الصحية المجتمعي ومديرة الخدمات السريرية لقسم الصحة بمدينة نيو أورلينز حيث كانت مسؤولة عن أربعة مرافق تقدم الرعاية الصحية للمشردين، طب الأطفال، النساء والرضع والأطفال (WIC) وخدمات أمراض النساء داخل منطقة الخدمة السريرية في نيو أورلينز. وهي تعمل حاليًا في مجلس أمناء المجتمع المحفز والرابطة الطبية الوطنية ومتحف نيو أورلينز الأفريقي الأمريكي، بخلاف رئاستها للجمعية الوطنية لإنصاف المواليد وعضويتها في تحالف «الأمهات السمروات مهمة».

## نشاطها
يهدف نشاط بيري إلى القضاء على العنصرية وتأثيرها على النتائج السلبية لصحة الأم. أسست بيري الجمعية الوطنية لإنصاف المواليد (NBEC) في 2015 وهي منظمة معترف بها على الصعيد الوطني، تُعالج أوجه عدم المساواة في صحة الأم بين النساء السود والمواليد وتكافح المعدلات المتزايدة لمعدل وفيات الرضع ووفيات الأمهات في مجتمعات السود والسُمر بالولايات المتحدة الأمريكية. وقد خاطبت مؤخراً مكتب المفوضية السامية للأمم المتحدة لحقوق الإنسان للحث على إطار عمل لحقوق الإنسان يشمل خفض معدل وفيات الأمهات السمروات.
كما تواصل د. بيري العمل على تحسين الوصول إلى الرعاية الصحية المعقولة التكلفة وإتاحتها لمواطني نيو أورلينز، خاصة بعد كارثة إعصار كاترينا في 2005.

## تكريمها
حصلت د. بيري على على جائزة بطل الرعاية الصحية من كتلة النواب السود بالكونجرس تقديراًً لجهودها في مجال رعاية الأم والطفل.

## حياتها الشخصية
د. بيري متزوجة من د. أندريه بيري ولديها ثلاثة أطفال: جايد وكارلوس وروبسون.

## وصلات خارجية
- الموقع الرسمي